# خائو خو
خائو خو (به لاتین: Khao Kho) یک کوه در تایلند است که در Khao Kho واقع شده‌است. خائو خو ۱٬۱۴۳ متر بالاتر از سطح دریا واقع شده‌است.